# Мадагаскарський вуж
Мадагаска́рський вуж (Madagascarophis) — рід неотруйних змій з родини Lamprophiidae. Має 5 видів.

## Опис
Загальна довжина представників цього роду досягає 1 м. Мають сильно розширену в основі голову з великими очима. Відмінною рисою служить вертикальна зіниця. За цю вертикальну зіницю їх часто називають котячеокими зміями. Забарвлення неяскраве — сіруватих та коричневих кольорів, з малюнком з темних плям.

## Спосіб життя
Полюбляють лісову місцину, нерідко зустрічаються поблизу людських поселень. Хоча зазвичай мадагаскарських вужів можна зустріти на землі, вони гарно лазять по деревах. Активні у сутінках та вночі. Харчуються жабами, яких заковтують живцем, а також невеликими гризунами й ящірками, перш за все хамелеонами, яких змії душать, обертаючись кільцями навколо жертви.
Це яйцекладні змії. Самиці відкладають до 10 яєць. Молоді вужі з'являються через 83 дня.

## Розповсюдження
Мешкають на острові Мадагаскар.

## Види
- Madagascarophis colubrinus
- Madagascarophis meridionalis
- Madagascarophis ocellatus
- Madagascarophis fuchsi
- Madagascarophis lolo